# Kitami-observatoriet
Kitami-observatoriet är ett observatorium i Kitami i Hokkaido prefektur i Japan. Det byggdes 1987, vid det lokala museet.
Fram till 6 april 2022 hade 699 asteroider upptäckts med hjälp av observatoriet.